# 郑州五环路
郑州五环路是一条规划中位于河南省郑州市的环形（近似长方形）快速路，全长180公里，西起省道232线，南至310国道的新线，东至107国道新线，北至省道314新线。这条道路是结合郑州都市区的发展而规划，目前这条五环路已经列入郑州市第十二个五年计划。